# Dysmachus bilobus
Dysmachus bilobus là một loài ruồi trong họ Asilidae. Dysmachus bilobus được Loew miêu tả năm 1871. Loài này phân bố ở vùng Cổ Bắc giới.